# Phlegetonia dinawa
Phlegetonia dinawa är en fjärilsart som beskrevs av George Thomas Bethune-Baker 1906. Phlegetonia dinawa ingår i släktet Phlegetonia och familjen nattflyn. Inga underarter finns listade i Catalogue of Life.